# هيلايك
هيلايك (/ˈhɛlɪkiː/; (باليونانية: Ἑλίκη)‏، كانت مدينة يونانية قديمة غمرتها أمواج تسونامي في شتاء عام 373 ق.م. كانت تقع في آخايا، شمال البيلوبونيز، على بعد كيلومترين (12 ملعب) من خليج كورنث (Gulf of Corinth) وبالقرب من مدينة بورا (Boura (Achaea))، والتي، مثل هيلايك، كانت عضوا في اتحاد آخاين. يعزو البحث الحديث الكارثة إلى زلزال مرفقاً مع تسونامي  دمر وأغرق المدينة. في محاولة لحماية الموقع من التدمير، شمل الصندوق العالمي للآثار (World Monuments Fund) هيلايك في قائمته لعامي 2004  و 2006  لأكثر 100 موقع من المواقع المهددة بالتدمير.

## روابط خارجية
- Official Website of Helike Project
- The bronze coin of Helike at the Münzkabinett of the Staatliche Museen zu Berlin